# Christos Karusos
Christos Karusos (griechisch Χρήστος Καρούζος, * 14. Januar 1900 in Amfissa; † 30. Juli 1967 in Athen) war ein griechischer Klassischer Archäologe. 
Von 1942 bis zu seiner Pensionierung 1964 war er Direktor des Archäologischen Nationalmuseums in Athen. Zusammen mit seiner Frau Semni Karusou hatte er maßgeblichen Anteil an der Aufstellung der Skulpturensammlung des Museums.
1955 wurde er zum korrespondierenden Mitglied der Bayerischen Akademie der Wissenschaften gewählt.

## Schriften (Auswahl)
- Aristodikos. Zur Geschichte der spätarchaisch-attischen Plastik und der Grabstatue. Stuttgart 1961. Griechische Ausgabe Athen 1961.